# Poveda de las Cintas
Poveda de las Cintas est une commune de la province de Salamanque dans la communauté autonome de Castille-et-León en Espagne.